# 比洛佐里納
48°35′7″N 24°31′8″E / 48.58528°N 24.51889°E
比洛佐里納（烏克蘭語：Білозорина），是烏克蘭的村落，位於該國西部伊萬諾-弗蘭科夫斯克州，由納德沃爾納亞區負責管轄，面積7.43平方公里，2001年人口828，人口密度每平方公里111.44人。